# Wschodnia Obwodnica Wieliczki
Wschodnia obwodnica Wieliczki – droga klasy GP położona w Wieliczce, w województwie małopolskim.
Droga powstała w latach 2007-2008. Na 2011 r. planuje się jej przebudowę. Skrzyżowanie z drogą krajową 94 istnieje w formie węzła drogowego typu WB, zaś na skrzyżowaniu z drogą wojewódzką 966 zbudowane zostało rondo.